# Sanà (Alta Garona)
Sanà (francès Sana) és un municipi del departament francès de l'Alta Garona, a la regió d'Occitània.